# Paracondylactis hertwigi
Paracondylactis hertwigi is een zeeanemonensoort uit de familie Actiniidae.
Paracondylactis hertwigi is voor het eerst wetenschappelijk beschreven door Wassilieff in 1908.